# Il bell'Antonio
Il bell'Antonio (El guapo Antonio) es una novela del escritor italiano Vitaliano Brancati, publicada en 1949 y ganadora del Premio Bagutta (1950).
"Il bell'Antonio" es la novela siguiente al gran éxito de Brancati: "Don Giovanni in Sicilia" (1941). Entre ambas novelas Brancati publicó cuentos y obras teatrales y se había decantado por la sátira política. Con "Il bell'Antonio" recupera el espíritu del "Don Giovanni". Se trata de una novela coral, llena de humor, con un aire de comedia antigua.

## Argumento
Antonio Magnano es un apuesto joven que vive en Catania, en el tiempo de la Italia fascista. Tiene fama de donjuán y es un hombre envidiado y deseado, pero justamente esta fama será la que le porte la desgracia. Se casa con la hija de un rico notario de la ciudad, Barbara, pero tras tres años de matrimonio comienza a circular por la ciudad el rumor de que Antonio es impotente, algo infamante para la mentalidad siciliana de los años 30.

## Adaptaciones cinematográficas
- 1960: El bello Antonio (Il bell'Antonio) fue adaptada al cine con gran éxito por el director Mauro Bolognini.

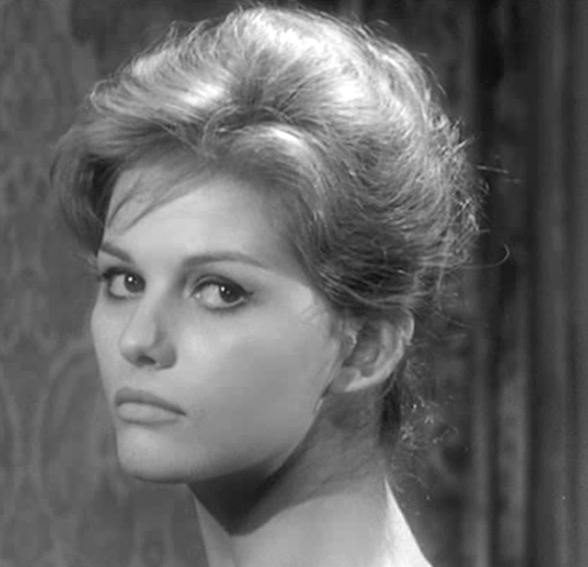
Imagen de Claudia Cardinale en parte de un fotograma de la película.

- Guion: Pier Paolo Pasolini, Gino Visentini y Mauro Bolognini. Intérpretes: Marcello Mastroianni, Claudia Cardinale, Pierre Brasseur, Rina Morelli, Tomás Milián, Fulvia Mammi.

## Adaptaciones en la televisión
- 2005: Maurizio Zaccaro dirigió una miniserie para la televisión con el mismo asunto. 
  - Intérpretes: Daniele Liotti, Andrea Osvárt, Luigi Maria Burruano.